# Лизюков, Александр Ильич
Алекса́ндр Ильи́ч Лизюко́в (13 [26] марта 1900 — 23 июля 1942) — русский советский военачальник, Герой Советского Союза, генерал-майор, член ВКП(б) с 1919 года.
В годы Великой Отечественной войны проявил себя при обороне переправ через Днепр, оборонительного рубежа по реке Вопь, а также в Битве под Москвой. В 1942 году во время Воронежско-Ворошиловградской оборонительной операции, командовал 5-й танковой армией, наносившей контрудар по группировке немецких войск, наступавшей на Воронеж. Погиб в бою; точное место захоронения остаётся неизвестным. Согласно официальной версии, в результате журналистского расследования 2008 года останки генерала были найдены и перезахоронены у памятника Славы, установленного на братской могиле защитников Воронежа. Однако эта версия противоречит всем известным историческим источникам и не соответствует фактам.
Родной брат Героя Советского Союза Петра Ильича Лизюкова и командира партизанского отряда Евгения Ильича Лизюкова.

## Биография
Александр Ильич Лизюков родился 26 марта 1900 года в городе Гомеле. Русский. Отец — Илья Устинович Лизюков, сельский учитель (позже — директор Нисимковичской сельской школы Чечерского района). Семья Лизюковых, в которой, кроме Александра, было ещё два брата: старший Евгений и младший Пётр, проживала в Гомеле на Троицкой улице недалеко от Конного базара (ныне — улица Крестьянская и Центральный рынок). Дети рано потеряли мать, которая умерла в 1909 году, вскоре после рождения младшего сына Петра.
Был женат на Анастасии Кузьминичне Лизюковой (урожд. Фадеевой)
С детства отличался уверенностью, напористостью и жизнелюбием. В 1918 году окончил 6 классов гимназии в родном городе.

### В годы Гражданской войны
7 апреля 1919 года добровольно вступил ряды Красной армии. В ноябре того же года окончил Смоленские артиллерийские курсы комсостава в Москве и был определён в 58-ю стрелковую дивизию 12-й армии Юго-Западного фронта на должность командира артиллерийского взвода. Воевал против войск генерала А. И. Деникина и атамана С. В. Петлюры.

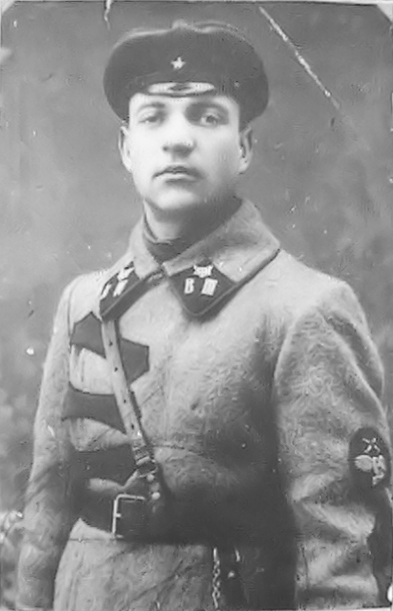
Курсант петроградской Высшей автобронетанковой школы А. И. Лизюков (1923)

В июле 1920 года был назначен командиром 11-й маршевой батареи 7-й стрелковой дивизии, а в сентябре 1920 года — начальником артиллерии бронепоезда «Коммунар» № 56. Участвовал в боевых действиях против польских войск во время Советско-польской войны (1919—1921) на территории бывшей Киевской губернии и в подавлении Тамбовского восстания.
В сентябре 1921 года Александр Ильич был командирован в Петроград для обучения в Высшей автобронетанковой школе, которую окончил в сентябре 1923 года.

### Межвоенный период
С сентября 1923 года — заместитель командира бронепоезда № 12 «Имени Троцкого» 5-й Краснознамённой армии на Дальнем Востоке, затем командовал бронепоездом № 164 и служил на бронепоезде № 24.
В сентябре 1924 года был зачислен в Военную академию имени М. В. Фрунзе, которую окончил в июле 1927 года. В это время писал статьи и брошюры на военно-техническую тематику, участвовал в выпуске журнала «Красные зори», писал стихи.
Нашу родину рабочих

И отечество крестьян

Не задушит, не подточит,

Ни буржуй, ни наглый пан!..— Один из опубликованных набросков
После окончания академии до сентября 1928 года Лизюков преподавал на бронетанковых курсах в Ленинграде (КУКС). После этого до декабря 1929 года он работал помощником учебной части этих же курсов, а затем преподавателем тактики факультета моторизации и механизации Военно-технической Академии РККА имени Дзержинского.
С декабря 1931 года работал в отделе военно-технической пропаганды технического штаба начальника вооружения РККА заместителем начальника 1-го сектора (редакционного издательства). С января 1933 года — командир 3-го отдельного танкового батальона в бригаде им. К. Б. Калиновского (Наро-Фоминск, Московский военный округ).
С июня 1934 года формировал и командовал отдельным тяжёлым танковым полком, а с марта 1936 года в звании полковника (это воинское звание ему было присвоено 17 февраля 1936 года) — 6-й отдельной тяжёлой танковой бригадой имени С. М. Кирова (Слуцк, Ленинградский военный округ), имевшей на вооружении танки Т-28 и Т-35. Здесь же служил позднее ставший генерал-майором танковых войск В. А. Опарин, который положительно отзывался о деятельности Лизюкова на этой должности:

Лизюков отдал много сил и формированию бригады, и подготовке кадров танкистов. Можно так выразиться: от его глаз и ушей ничто важное не ускользало… Очень серьёзно Лизюков занимался вождением. Он смело экспериментировал в этом деле, требовал водить танки на больших скоростях, преодолевать лесные зоны, овраги, гористые участки. И какие замечательные механики-водители были воспитаны в нашей части!..

За успехи в боевой подготовке командир бригады полковник Лизюков был награждён орденом Ленина. Осенью 1935 года был направлен во Францию в составе советской делегации военных наблюдателей на манёврах французской армии.

#### Арест
8 февраля 1938 года Лизюкова арестовали особисты Ленинградского военного округа — по подозрению в участии в антисоветском военном заговоре.
На него показал бывший начальник Автобронетанкового управления РККА Иннокентий Халепский.
Лизюкова исключили из партии и уволили из рядов РККА.

На допросах его истязали. Под пытками из него выбили показания:
собирался совершить теракт в отношении наркома Ворошилова и других руководителей партии и правительства, наехав танком на Мавзолей во время парада 
Лизюкова 22 месяца содержали в тюрьме НКВД Ленобласти, из них 17 месяцев — в одиночке. 19 августа 1939 года он пишет военному прокурору ЛенВО 
из 19 мес. моего заключения 15 меня содержат в одиночке. Очевидно, этим режимом нервного и психического измора решили довести меня до суда к сумасшествию, чтобы на суде я не мог здраво рассуждать, доказывать правду и разоблачать ложь. Я прошу Вас перевести меня в общую камеру или посадить ко мне кого-либо. Если вы мне в этом откажете, я принуждён буду покончить с собой.
Наконец, 3 декабря 1939 года Лизюкова оправдали приговором военного трибунала Ленинградского военного округа.
В 1940 году Лизюков был назначен преподавателем Военной академии механизации и моторизации РККА.
С марта 1941 года занимал должность заместителя командира 36-й танковой дивизии 17-го механизированного корпуса Западного Особого военного округа.
Приказом Наркома обороны СССР от 21 июня 1941 года полковник А. И. Лизюков, находившийся в отпуске в Москве, получил назначение на должность начальника 1-го отдела автобронетанкового управления Западного особого военного округа.

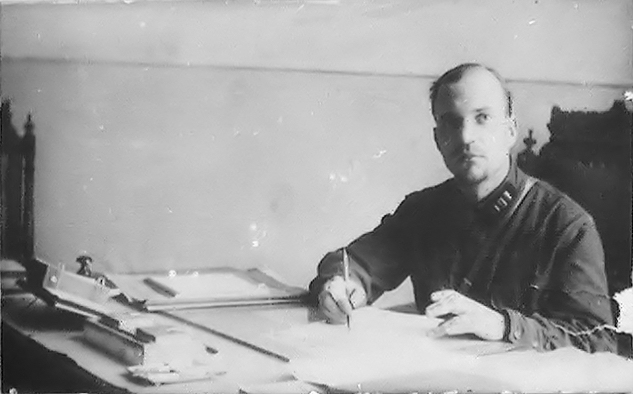
А. И. Лизюков в своём кабинете (1934).
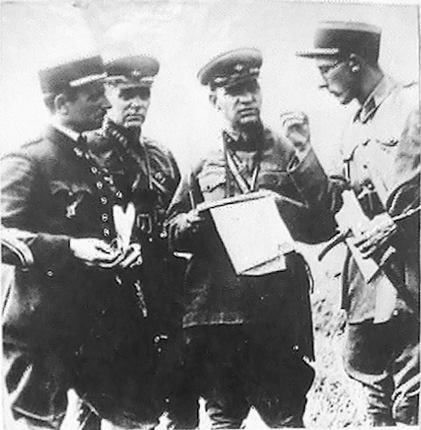
Французские офицеры дают советским представителям пояснения о ходе манёвров. В центре — А. И. Лизюков (Франция, Шампань, 1935 год).

### Великая Отечественная война

#### Оборона Борисова
Подробнее — Оборона Борисова
В Борисове Лизюков оказался случайно, не доехав до места назначения. 21 июня полковника Лизюкова назначили замкомандира 17-го мехкорпуса. Взяв 16-летнего сына Юрия, он выехал из Москвы на фронт в Барановичи.
Однако под Борисовом налетели немецкие самолёты и в щепки разбомбили состав. Среди уцелевших во время налета бойцов и командиров началась паника: кто-то пустил слух о немецком десанте, высадившемся на Березине и захватившем мосты и переправы.

О том, что происходило, рассказал спутник Лизюкова по купе писатель Константин Симонов в газетной статье в декабре 1941-го :
Рядом со мной ехал полковник-танкист, маленького роста седеющий человек с орденом Ленина на гимнастёрке. Вместе с ним ехал на фронт его сын. Отцу разрешили в Наркомате обороны взять 16-летнего мальчика с собой добровольцем на фронт. Они были похожи друг на друга, отец и сын, оба маленькие, коренастые, с упрямыми подбородками и серыми твёрдыми глазами. Дальше Борисова поезд не пошёл. Впереди были немцы, разрушенное полотно, полная неизвестность.
Немецкие самолёты бреющим полётом, волна за волной шли над нашими головами. Они бомбили и обстреливали нас с рассвета до заката, а впереди громыхала артиллерия. Все были из разных частей, никто не знал друг друга, не знал, что происходит кругом.

И всё-таки нашёлся человек, который сплотил всех, кто был тут, и поставил на свои, нужные места. Душой и сердцем людей, собравшихся в лесу под Борисовом, оказался маленький полковник, ехавший со мной в поезде. Им первым были произнесены здесь слова: «Занять оборону!» Он первый собрал вокруг себя старших командиров, подсчитал оружие, разбил людей на роты и взводы, и люди почувствовали себя войском.
Прибыв в Борисов, Лизюков и его собранная по лесам группа поступили в распоряжение начальника гарнизона комиссара Ивана Сусайкова.
Сусайков возглавлял местное танковое училище. Когда к Борисову подошли немецкие танки, под его рукой было 1400 человек из числа курсантов, преподавателей и бойцов гарнизона. Удержать город и переправы через Березину этими силами было невозможно.
И вот в последних числах июня в Борисов вошла дивизия Лизюкова. Согласно Строевой записке, составленной 29 июня, на 18.00 численность гарнизона Борисова составляла уже 7681 человек.
Лизюкова назначили начштаба обороны города (по 8 июля 1941 года).

Позже его представили к ордену Красного Знамени. В наградном листе записали:
26 июня-8 июля 1941 года работал начштаба группы войск по обороне Борисова. Несмотря на то, что штаб пришлось сформировать из командиров, отставших от частей, в момент беспорядочного отхода подразделений от Минска, т. Лизюков проявил максимум энергии, настойчивости, инициативы. Под непрерывной бомбёжкой противника, не имея средств управления, т. Лизюков настойчивой работой управлял частями, лично проявил мужество и храбрость. Достоин представления к правительственной награде — ордену Красного Знамени.

#### На Соловьёвской переправе

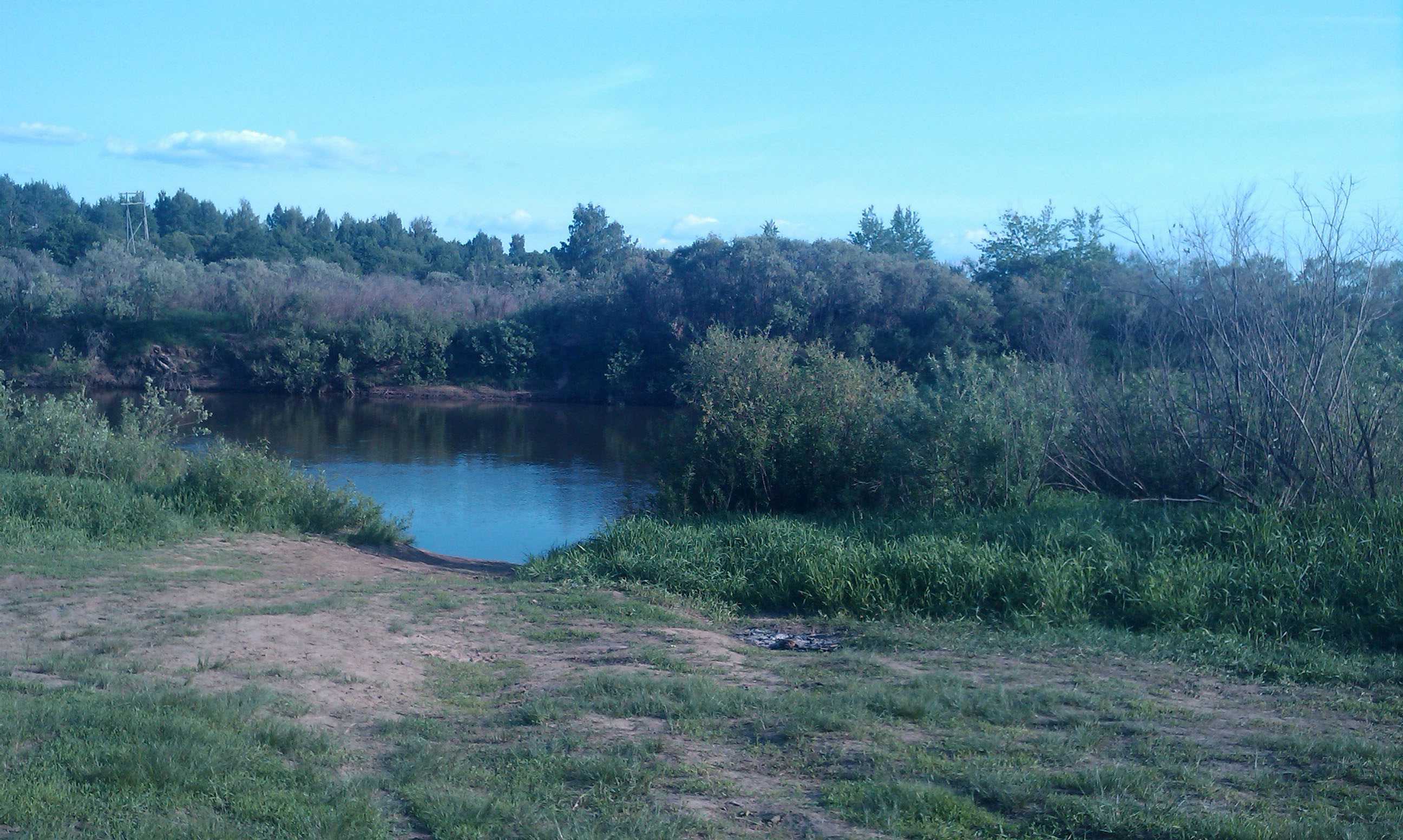
На этом месте на реке Днепр в июле—августе 1941 года проходила Соловьёвская переправа.

Во время Смоленского сражения — комендант переправы через Днепр в районе Соловьёво — Ратчино. Сводный отряд под командованием полковника Лизюкова с 15 танками, созданный из остатков 5-го механизированного корпуса, успешно оборонял жизненно важные для окружённых 16-й и 20-й армий переправы через Днепр и Березину.
Маршал Советского Союза К. К. Рокоссовский писал о Лизюкове:

Полковник Александр Ильич Лизюков был прекрасным командиром. Он чувствовал себя уверенно в любой, самой сложной обстановке, среди всех неожиданностей, которые то и дело возникали на том ответственном участке, где пришлось действовать его отряду. Смелость Александра Ильича была безгранична, умение маневрировать малыми силами — на высоте. Был момент, когда немцы перехватили горловину мешка в районе переправ через Днепр. Но это продолжалось всего несколько часов. Подразделения Лизюкова отбросили и уничтожили весь вражеский отряд.
12 июля Лизюков был представлен к награждению орденом Красного Знамени. Но руководство решило иначе.
Отдельным Указом Президиума Верховного Совета СССР от 5 августа 1941 года «за образцовое выполнение боевых заданий Командования на фронте борьбы с германским фашизмом и проявленные при этом отвагу и геройство» полковнику Лизюкову Александру Ильичу присвоено звание Героя Советского Союза с вручением ордена Ленина и медали «Золотая Звезда». Вместе с Лизюковым в обороне переправ принимал участие его 16-летний сын Юрий, курсант Борисовского танкового училища.
В августе 1941 года Лизюков принял командование 1-й танковой дивизией. Части этого соединения держали оборону по реке Вопь северо-восточнее города Ярцево. В начале сентября 1941 года дивизия А. И. Лизюкова оттеснила немцев с восточного берега реки, форсировала эту водную преграду и закрепилась на плацдарме. Дивизия удерживала плацдарм в течение всего сентября и приковала к себе значительные силы противника. За эту стойкость героическое соединение было преобразовано Ставкой в 1-ю гвардейскую мотострелковую дивизию. Из письма А. И. Лизюкова жене от 11 сентября 1941 года:

Несколько последних дней шли ожесточённые бои с фашистами. Надо сказать прямо — попало фашистам здорово. Бои продолжаются.

#### Контратака в районе города Сумы
Во время Сумско-Харьковской оборонительной операции А. И. Лизюков командовал 1-й гвардейской мотострелковой дивизией, прибывшей из резерва Ставки в состав 40-й армии Юго-Западного фронта. 30 сентября 1941 года дивизия А. И. Лизюкова отличилась в бою против 25-й немецкой моторизованной дивизии в Штеповке, части которой были контратакованы и разбиты при участии 9-й кавалерийской дивизии, 1-й танковой бригады и 5-й кавалерийской дивизии, входивших в конно-механизированную группу 21-й армии под общим командованием генерал-майора П. А. Белова.
Советский писатель П. П. Вершигора, в то время фронтовой фотокорреспондент 40-й армии, непосредственный свидетель тех событий, вспоминал:

В районе восточнее Сум, впервые за эту войну, я увидел, как бегают немцы.
После Штеповки дивизия А. И. Лизюкова развила локальный успех и выбила немецкие части из населённого пункта Аполлоновка. Было взято большое количество трофеев. Согласно мемуарам Г. Гудериана, район Штеповки удерживался советскими войсками не менее недели.
В результате октябрьского немецкого наступления войска Юго-Западного фронта оказались охвачены с обоих флангов, и 6 октября 1941 года командование Юго-Западного фронта приняло решение об отводе правофланговых армий (40-й и 21-й) на 45—50 километров на рубеж Сумы — Ахтырка — Котельва с целью прикрытия Белгорода и северных подступов к Харькову. Отход советских войск проходил при энергичном преследовании противником, который наносил удары в стык отступающим соединениям, создавая угрозу их окружения. В результате 10 октября 1941 года части 29-го армейского корпуса вермахта с ходу ворвались в Сумы, где с конца сентября держала оборону 1-я гвардейская мотострелковая дивизия А. И. Лизюкова.
После обороны Сум дивизия была выведена в армейский, а затем фронтовой резерв и во второй половине октября 1941 года была передислоцирована под Москву.

#### Оборона Наро-Фоминска и освобождение Солнечногорска
1-я гвардейская мотострелковая дивизия была передана в распоряжение 33-й армии (генерал-лейтенант М. Г. Ефремов) Западного фронта, которая прикрывала Наро-Фоминское направление с юго-запада.
21 октября 1941 года первый эшелон дивизии прибыл на подмосковную станцию Апрелевка, и её части сразу же заняли западную окраину города Наро-Фоминска. Перед дивизией А. И. Лизюкова была поставлена задача: 22 октября перейти в наступление и овладеть новым рубежом в 3—4 километрах западнее и юго-западнее Наро-Фоминска.
Однако в тот же день к Наро-Фоминску подошли части 4-й армии группы армий «Центр» и 22 октября, в результате встречного боя, захватили западную часть города. С целью замкнуть кольцо окружения, немцы атаковали в стык между соседними дивизиями — 222-й стрелковой дивизией, занимавшей севернее рубеж Симбухово — Смоленское, и 110-й стрелковой дивизией, отошедшей за реку Нару. К вечеру положение ухудшилось — немцы всюду вышли к реке, путь отхода за реку Нару был отрезан. С 23 по 25 октября в городе велись уличные бои, город переходил из рук в руки. Дивизия потеряла до 70 % личного состава и вооружения. К исходу 25 октября 1-я гвардейская дивизия оставила город, сохранив за собой плацдарм в излучине реки Нары, который до 26 декабря удерживался 4-й ротой 175-го стрелкового полка (лейтенант Евстратов).
Тем не менее, дальнейшее продвижение немецких войск на этом участке было остановлено по рубежу р. Нара. 1-я гвардейская мотострелковая дивизия получила усиление и окопалась на левом берегу.
28 октября полковник Лизюков получил приказ о штурме города. Утром 29 октября без огневой подготовки спешно организованная штурмовая группа, усиленная одним танком КВ-1 и несколькими Т-34, начала выдвижение. Попав под сильный огонь на подступах к городу, колонна понесла большие потери и была вынуждена отступить. В город прорвались только два танка, один из которых смог выйти к своим, совершив рейд по позициям немецких войск в городе. Попытка штурма не удалась.
22 ноября дивизии было вручено гвардейское знамя и поставлена задача ликвидировать немецкий плацдарм в районе деревни Конопеловки. Плацдарм был успешно ликвидирован.
В конце ноября командир дивизии Лизюков был отозван в Москву (на его место прибыл полковник Т. Я. Новиков).
27 ноября назначен заместителем командующего вновь сформированной 20-й армии (генерал-лейтенант А. А. Власов) с задачей прикрыть Москву со стороны Рогачёвского и Ленинградского шоссе на рубеже Хлебниково — Черкизово. Начав развёртывание на новом рубеже, 2 декабря 20-я армия получила приказ нанести контрудар по наступающим немецким войскам. 12 декабря 35-я отдельная стрелковая и 31-я танковая бригады армии под командованием Лизюкова во взаимодействии с 55-й отдельной стрелковой бригадой 1-й ударной армии, наступавшей с севера, освободили Солнечногорск.

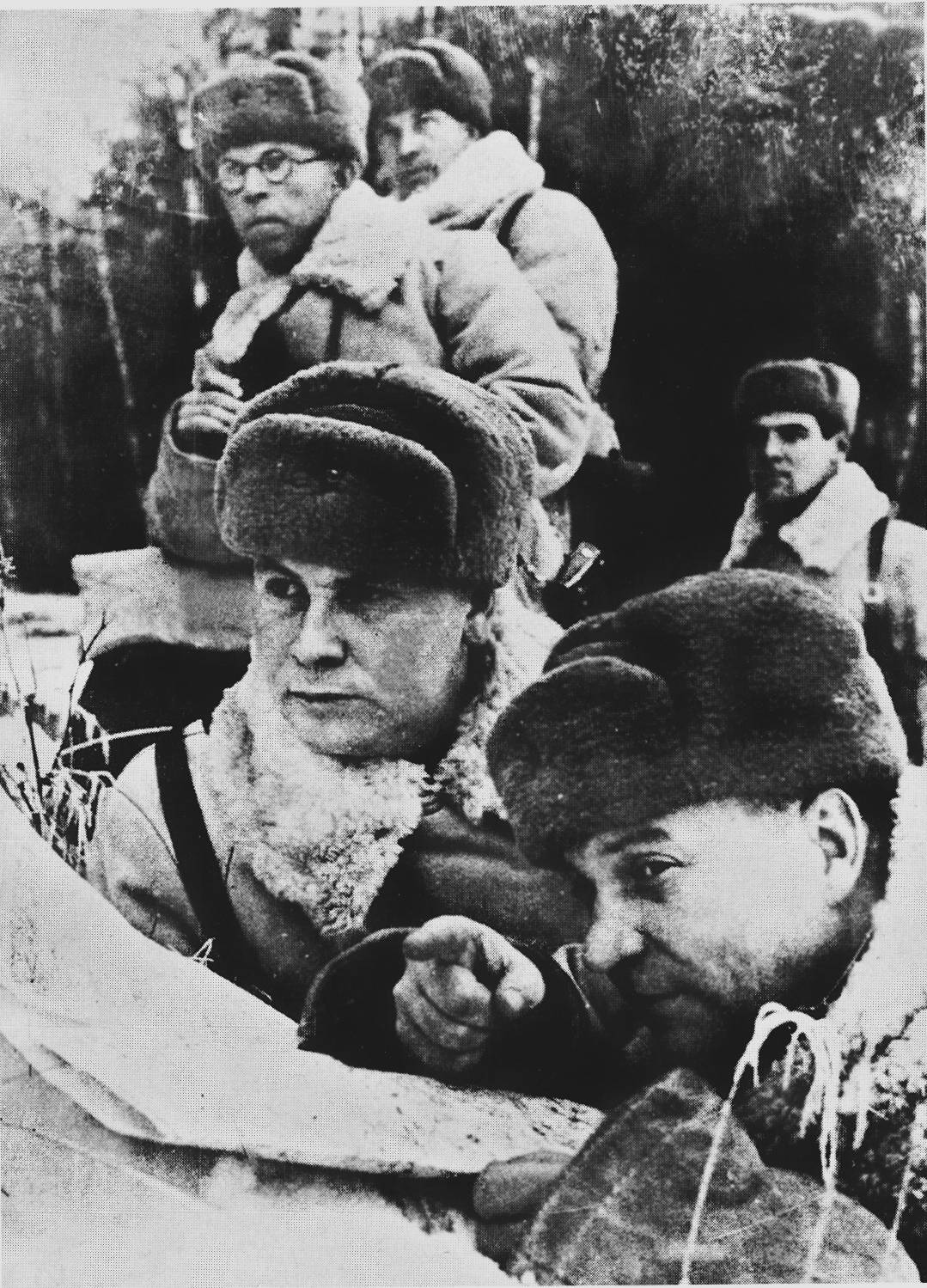
Полковник А. И. Лизюков (первый справа) на наблюдательном пункте. Западный фронт, Московская область, ноябрь 1941.
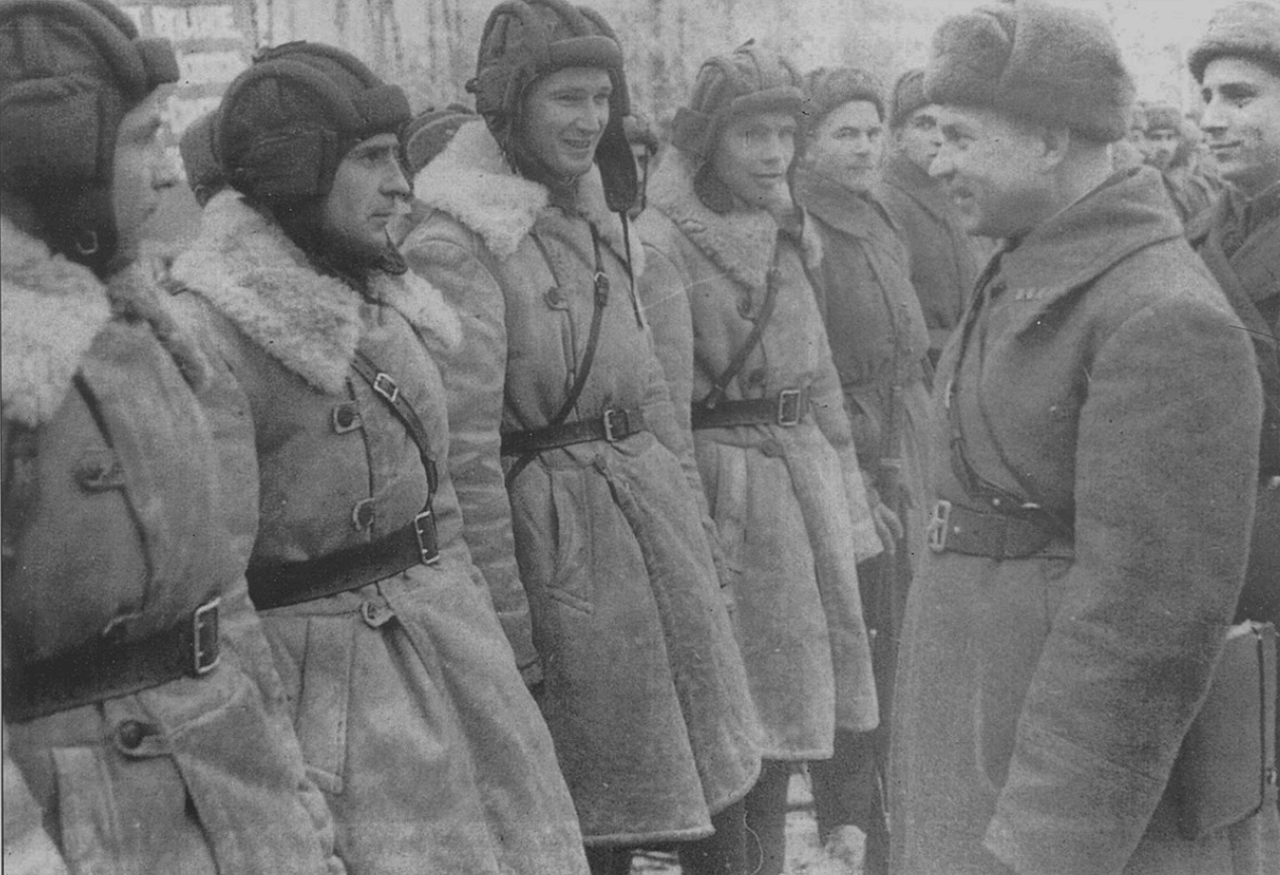
Лизюков (справа) беседует с танкистами накануне боя. Западный фронт, ноябрь 1941.

#### Демянский «котёл»

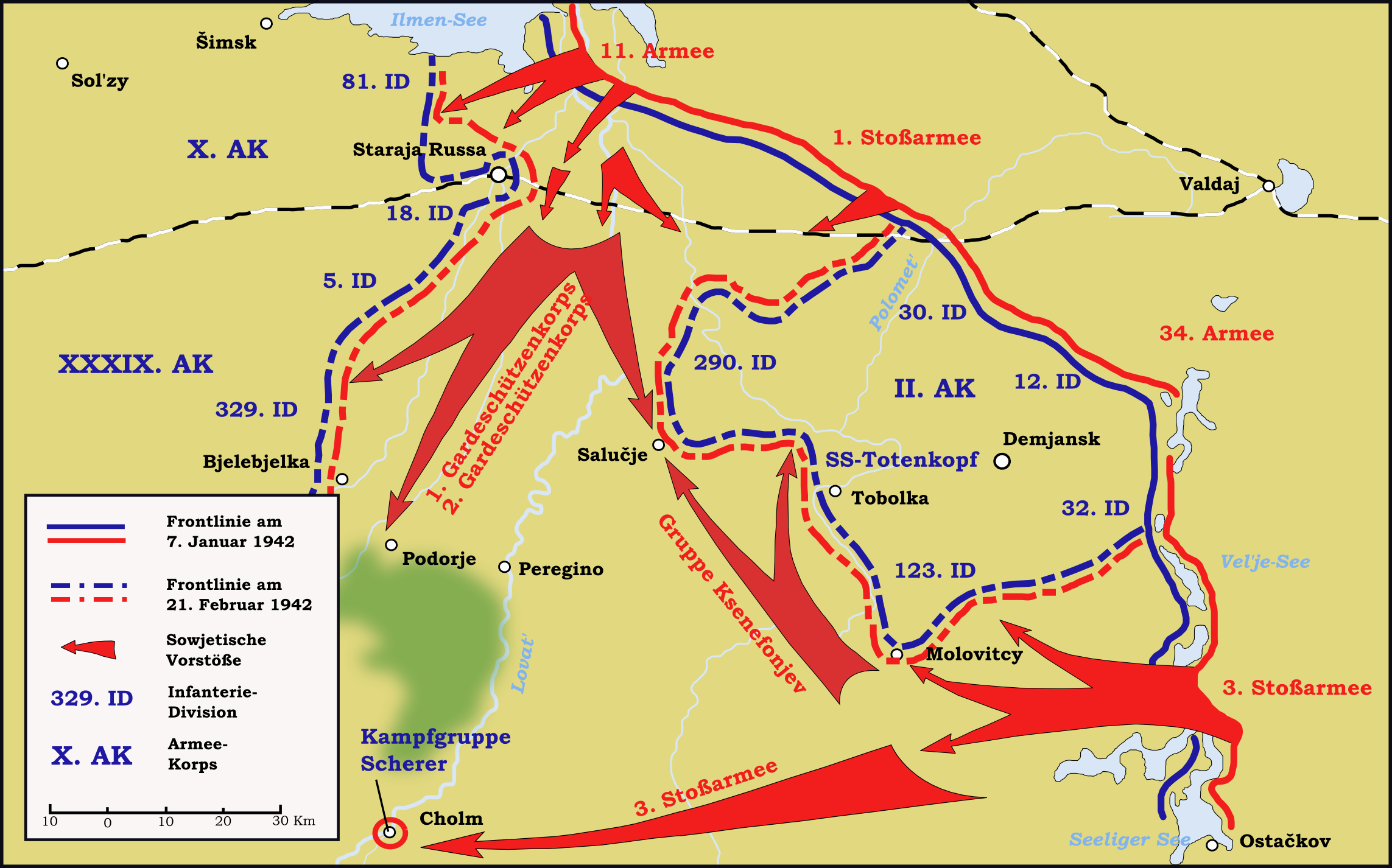
Наступление Северо-Западного фронта

10 января 1942 года полковнику А. И. Лизюкову было присвоено воинское звание генерал-майор, и он назначен командиром 2-го гвардейского стрелкового корпуса. Корпус сосредотачивался в районе Валдая в Калининской области и входил в состав Северо-Западного фронта. Фронту ставилась задача «действиями 11-й армии в направлении на Сольцы и далее в тыл новгородской группировке противника и действиями 1-го и 2-го гвардейских корпусов, 34-й армии и 1-й ударной армии выйти в район Пскова, перерезать основные коммуникационные линии ленинградско-волховской группы противника». Началась операция по окружению немецких войск под Демянском.
К концу февраля 1942 года 2-й гвардейский стрелковый корпус, медленно продвигаясь в тяжёлых условиях лесисто-болотистой местности, без дорог, но не встречая серьёзного сопротивления противника, вышел на подступы к городу Холм. В деревне Шапково, в двадцати километрах севернее Холма, передовые части 8-й гвардейской дивизии и 75-й морской стрелковой бригады, наступавшие в авангарде 2-го корпуса, соединились с частями 26-й стрелковой бригады Калининского фронта, и замкнули кольцо окружения рамушевской и демянской группировок противника. В результате наступления войск Северо-Западного фронта образовался «котёл», в котором оказались 6 немецких дивизий, включая моторизированную дивизию СС «Тотенкопф» — всего около 95000 солдат.
17 апреля командование 3-й ударной армией представило генерал-майора А. И. Лизюкова к ордену Красного Знамени. По оценке командарма генерал-лейтенанта М. А. Пуркаева, «2-й гвардейский стрелковый корпус, под командованием т. Лизюкова, проделал успешный марш-манёвр с боями от Старой Руссы до Холма, нанеся значительный урон противнику и преодолев трудности бездорожья в зимних условиях… нанёс противнику большие потери», а «т. Лизюков — волевой, энергичный командир».
В середине апреля 1942 года А. И. Лизюков получил приказ сформировать 2-й танковый корпус. По решению Ставки 2-й танковый корпус включён в состав созданной 5-й танковой армии. В июне 1942 года генерал-майор А. И. Лизюков назначен её командующим. 5-я танковая армия дислоцировалась в полосе Брянского фронта, сначала в районе юго-западнее Ельца, а затем северо-западнее Ефремова.

#### Бои под Воронежем

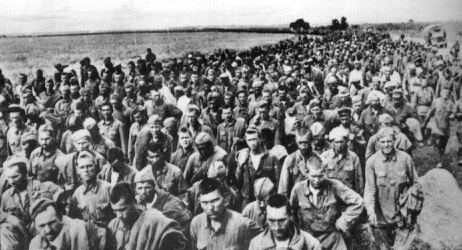
Пленные красноармейцы. Район Харькова, 1942

В результате окружения и последующего уничтожения крупных сил Красной армии под Харьковом (на илл.) вся оборона советских войск в полосе Южного и Юго-Западного фронтов была кардинально ослаблена. Пользуясь этим, Гитлер решил начать наступление по двум направлениям — на Кавказ и на Волгу (план «Блау»). Наступление началось 28 июня. Вопреки ожиданиям Ставки ВГК, главный удар был направлен не на Москву, а на Воронеж. Удар наносили 4-я танковая армия (ком. Герман Гот), 2-я армия вермахта (ком. Ганс фон Зальмут) и 2-я венгерской армии (ком. Густав Яни). Ошибка Сталина привела к неверному распределению сил РККА, и армия Гота стремительно продвигалась к Воронежу, не встречая серьёзного сопротивления. Чтобы как-то задержать немцев, командование Брянского фронта решило использовать 5-ю танковую армию Лизюкова для контрудара по северному флангу и тылу наступающих. На усиление 5-й танковой армии Ставка спешно перебросила с Калининского фронта 7-й танковый корпус П. А. Ротмистрова. Лизюков не мог понять логики действия командования фронта и попытался предложить более оптимальный вариант использовать 3-ю танковую армию, которая могла быть введена в бой быстрее и с очевидно меньшими проблемами при передислокации, но его телеграмма от 3 июля 1942 генерал-полковнику А. М. Василевскому «через голову» командования Брянского фронта осталась без ответа.

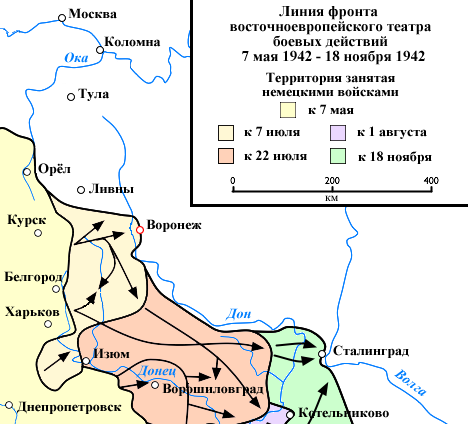
Фрагмент карты «Восточного фронта: май 1942 — ноябрь 1942)» (город Воронеж выделен красным)

3 июля 5-я танковая армия получила приказ о начале передислокации в район предстоящей операции и стала выдвигаться к станциям погрузки своими передовыми частями. Но уже в 1:15 5 июля армии была поставлена задача «ударом в общем направлении Землянск, Хохол (35 км юго-западнее Воронежа) перехватить коммуникации танковой группировки противника, прорвавшейся к реке Дон на Воронеж; действиями по тылам этой группы сорвать её переправу через Дон». Операцию предписывалось начать «не позднее 15—16 часов» в тот же день, но к тому моменту из всей 5-й танковой армии вблизи района предстоящих действий находился только приданный Лизюкову 7-й танковый корпус Ротмистрова, да и тот не успел сосредоточиться в исходном районе вовремя.
Времени для подготовки и организации контрудара было мало, поэтому одновременного мощного удара всеми соединениями армии достичь не удалось. Первым 6 июля вступил в бой 7-й танковый корпус, затем 7 июля — 11-й танковый корпус и, наконец, 10 июля — 2-й танковый корпус. Корпуса вступали в бой, не имея возможности провести разведку и полностью сосредоточиться. Контрудар 5-й танковой армии строился на изначально неверном предположении о том, что наступающие немецкие танковые корпуса будут далее двигаться через Дон и Воронеж на восток. Такой задачи у них не было: после взятия Воронежа (6 июля) Гитлер приказал командующему группой армий «Юг» Федору фон Боку передать 4-ю танковую армию вновь образованной группе армий «А», наступавшей на Кавказ. Вместо этого фон Бок развернул 24-й танковый корпус на север для прикрытия своих сил с этого направления. Гитлер освободил Бока от командования «по состоянию здоровья» и назначил на его место генерал‑полковника Максимилиана фон Вейхса.
6 июля фон Вейхс написал в своём боевом отчёте:

… 6.07 удалось разбить противника между реками Дон и Олым. При этом только 9-я танковая дивизия уничтожила 61 танк противника. Поэтому останавливать наступление, не достигнув благоприятной местности для обороны не следует. …Если нам это не удастся, то противник окажется перед всем фронтом обладателем такой местности, которая обеспечит ему благоприятные условия для танковой атаки в направлении север-юг. Следует учесть, что русские используют свою возможность свободы действия для создания мощного удара по нашему северному флангу…

Генерал Лизюков находился в крайне тяжёлом положении: операция его армии была на грани провала, и Ставка уже высказала явное недовольство его действиями: «5 ТА, имея перед собой слабого противника не более одной танковой дивизии, третий день топчется на месте. Части армии из-за нерешительных действий ввязались в затяжные фронтальные бои, потеряли преимущество внезапности и не выполнили поставленную задачу» (из директивы Ставки Верховного Главнокомандования от 9.7.1942). В стрессовой ситуации командарм испытывал огромное нервное напряжение и раздражение, и эмоционально был близок к срыву. 8 июля он со скандалом отстранил генерал-майора танковых войск А. Ф. Попова от должности командира 11-го танкового корпуса и вместе с ним — полкового комиссара Е. С. Усачёва. А 9 июля по его приказу без суда и следствия был расстрелян начальник оперативного отдела 11-го танкового корпуса подполковник В. С. Хлебалов, тем самым продемонстрировав, что он принимает самые беспощадные меры к виновным (по его мнению) в срыве наступления и ни перед чем не остановится, чтобы достичь целей наступления.
10 июля начальник Генерального штаба Сухопутных войск генерал-полковник Франц Гальдер сделал в своём дневнике следующую запись:

Северный участок фронта Вейхса снова под ударами противника. Смена 9-й и 11-й танковых дивизий затруднена.

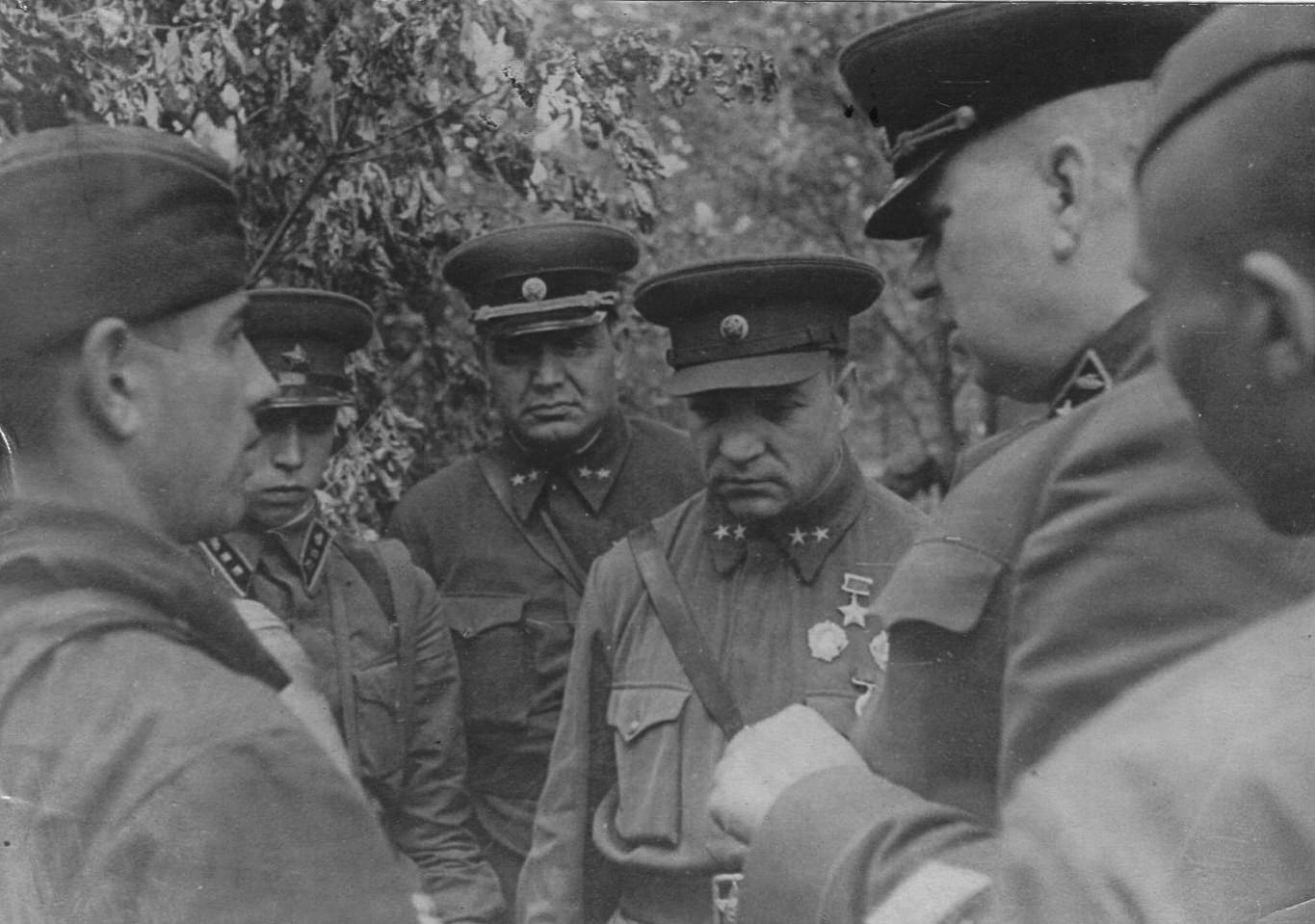
Генерал-майор A. И. Лизюков (в центре) на совещании с офицерами. Село Большая Верейка, июль 1942, незадолго до гибели А. И. Лизюкова

Операция 5-й танковой армии завершилась неудачей. Армия не выполнила поставленных перед ней задач и понесла тяжёлые потери. Всё, что она смогла сделать в этой ситуации, это максимально задержать смену немецких танковых соединений на пехотные. В послевоенных мемуарах многие советские военачальники (А. М. Василевский, М. И. Казаков, П. А. Ротмистров, И. Г. Лазарев и другие) часто называли виновниками неудачи друг друга и лично командарма А. И. Лизюкова, при этом не беря ответственность на себя. Однако, по оценке историка И. Ю. Сдвижкова, роль А. И. Лизюкова в провале операции сильно преувеличена: неудачу операции 5-й танковой армии предопределили ошибочные решения высшего советского командования, которые в дальнейшем уже не смогли скомпенсировать никакие героические действия отдельных советских частей и бойцов.
15 июля директивой Ставки ВГК 5-я танковая армия была расформирована, а А. И. Лизюков назначен командиром 2-го танкового корпуса.

#### Гибель
Обстановка на фронте

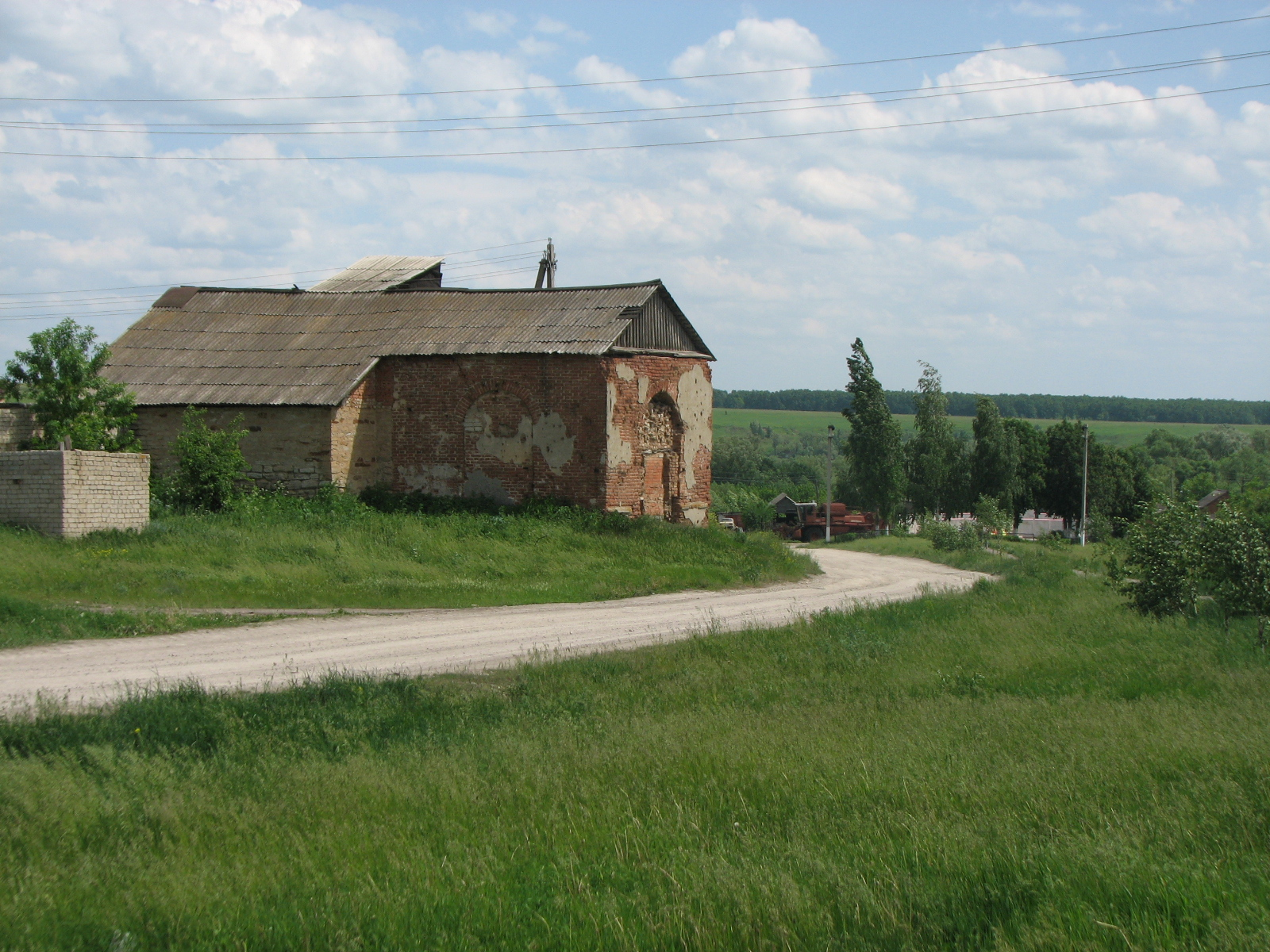
Фрагменты церкви в Большой Верейке, где генерал А. И. Лизюков приказал командиру 27-й танковой бригады приготовить для него танк КВ

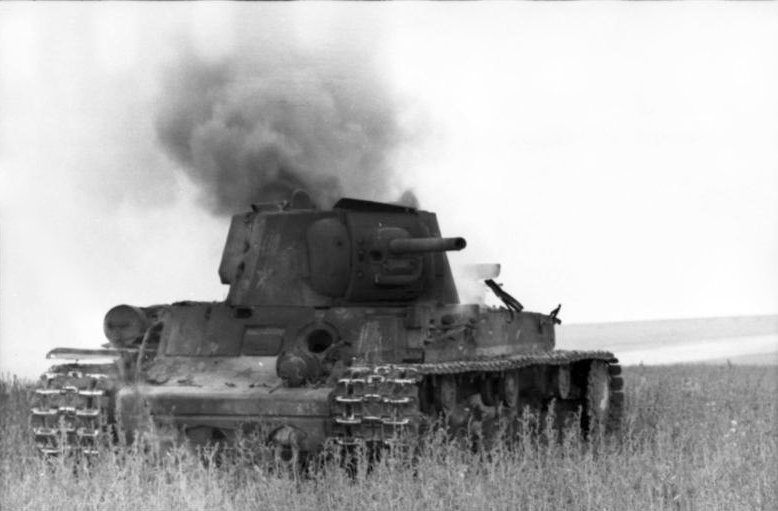
Подбитый КВ-1, аналогичный тому, на котором выехал А. И. Лизюков

После взятия Воронежа (6 июля) 4-я ТА Гота развернулась на юг и двинулась в направлении Ростова-на-Дону (занят 22 июля). 6-я армия Паулюса начала движение на Сталинград через большую излучину Дона.
На северном фланге немецкой группировки у Воронежа оборону держала 2-я армия вермахта (ком. — ген.полк. Ганс фон Зальмут). Ставка ВГК предпринимала все усилия для того чтобы прорвать немецкую оборону силами Брянского фронта. Однако эти усилия успехом не увенчались. В этих боях принимал участие и 5-я танковая армия под командованием Лизюкова.
23 июля 1942 года у Лизюкова состоялся тяжёлый разговор с командующим оперативной группы, заместителем командующего Брянским фронтом генерал-лейтенантом Н. Е. Чибисовым по поводу неудовлетворительных действий 2-го танкового корпуса..
Обстоятельства гибели
Различные источники указывают различные обстоятельства и место смерти генерала.
В ночь на 23 июля 1942 года Лизюков был вызван в Лукино на командный пункт опергруппы Брянского фронта под командованием генерала Н. Е. Чибисова, где получил приказ силами своего корпуса наступать вслед за уже прорвавшейся (как полагали) к Медвежье 148-й танковой бригадой. Выполняя приказ, Лизюков и комиссар 2-го танкового корпуса полковой комиссар Н. П. Ассоров на танке КВ вышли из Большой Верейки вслед за 26-й и 27-й танковыми бригадами. По свидетельству единственного выжившего из экипажа, — механика-водителя старшего сержанта Сергея Можаева, — танк был подбит, а Лизюков погиб. Согласно архивным документам Лизюков погиб в бою 23 июля 1942 года у южного отрога рощи, что в 2 км южнее села Лебяжье (высота 188,5) Семилукского района Воронежской области. В донесении о безвозвратных потерях от 2 октября 1942 года указана запись «убит 24-25.7.42».
В своих мемуарах К. К. Рокоссовский писал о смерти А. И. Лизюкова:

В этих боях погиб командующий 5-й танковой армией генерал Лизюков. Он двигался в боевых порядках одного из своих соединений. Чтобы воодушевить танкистов, генерал бросился на своём танке КВ вперёд, ворвался в расположение противника и там сложил голову.

Мне было искренне жаль его.
По свидетельству М. Е. Катукова,

Лизюков благополучно выбрался из танка, но не успел ступить и шага, как рядом разорвался снаряд…

Тело Лизюкова с разбитой головой, в комбинезоне и простых сапогах (другой одежды он не признавал) было доставлено в тыл. С болью в сердце похоронили мы отважного генерала на кладбище близ села Сухая Верейка. Похоронили со всеми воинскими почестями.— 
Однако факт захоронения опровергается современными исследователями. В своих воспоминаниях К. М. Симонов со ссылкой на выжившего члена экипажа также отмечал, что голова генерала была сильно повреждена — отрезана немцами. 
Согласно документам, генерал погиб из-за незнания реальной оперативной обстановки на направлении наступления своего корпуса. Согласно исследованию историка И. Ю. Сдвижкова, генерал намеревался управлять частями своего корпуса из танка КВ в тылу противника, а не вести бой, как простой танкист. Выехав, как казалось генералу, вслед за продвигающимся вперёд «танковым кулаком», А. И. Лизюков вплотную приблизился к позициям немецкого 542-го пехотного полка 387-й пехотной дивизии. Подпустив КВ поближе, немцы подбили его своими штатными противотанковыми средствами. Младший механик-водитель старший сержант Сергей Яковлевич Можаев успел выскочить из танка и, получив два ранения, смог, тем не менее, отползти от него на какое-то расстояние, с которого он видел, что немецкие солдаты забрались на танк, вытащили из него командирскую планшетку и разглядывали находившиеся там документы.

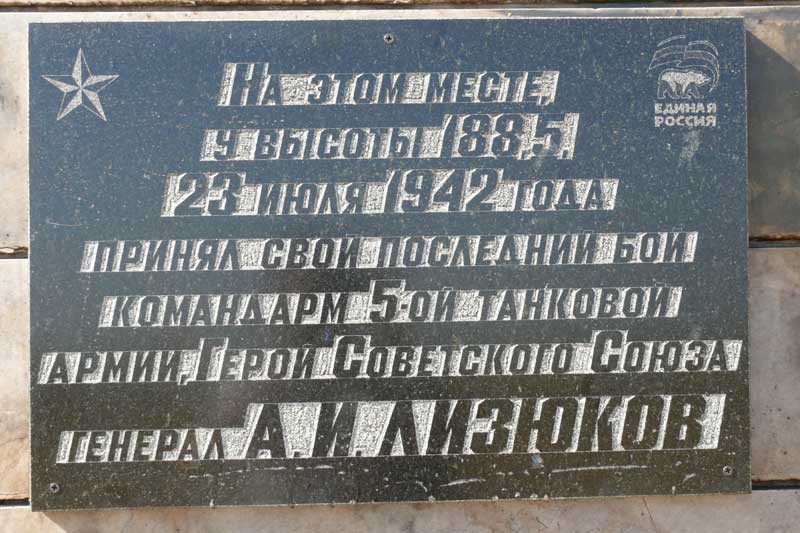
Мемориальная плита на месте последнего боя генерала Лизюкова, близ села Лебяжье

Предположительно, затем немецкие пехотинцы обследовали танк и, обнаружив в нём убитого советского генерала, попытались перетащить его к своим позициям, но по какой-то причине оттащили его только на 100 метров от танка. Во второй половине дня 23 июля танкисты наступавшей 89-й танковой бригады, обнаружили недалеко от подбитого КВ Лизюкова неопознанный труп, возможно без формы со знаками различия, в простых сапогах и рабочем комбинезоне, в котором находилась только вещевая книжка на имя генерала. В условиях отсутствия сведений о действиях соседнего корпуса и о пропаже генерала, заместитель командира 89-й танковой бригады подполковник Давиденко принял решение захоронить неопознанный труп, а происхождение найденной на нём вещевой книжки выяснить. По приказу Давиденко неопознанного убитого, которым, предположительно, и был генерал А. И. Лизюков, отнесли к опушке рощи и похоронили там ночью 23 июля без каких-либо почестей и памятников. В дневном донесении из 387-й пехотной дивизии в штаб корпуса за 23 июля сообщалось: «Немецкие пикирующие бомбардировщики вывели из строя 8 танков противника. Силами дивизии подбит 1 танк».
В июле 2008 года близ села Лебяжье в Рамонском районе Воронежской области установлена мемориальная доска с утверждением, что именно на этом месте погиб А. И. Лизюков.

## Место захоронения

### Официальная версия
Согласно архивным документам, долгое время считалось, что Александр Ильич захоронен в братской могиле на территории школы села Медвежье. Впрочем, многие историки и поисковики давно знали, что поставленный в 1965 году обелиск в Медвежьем чисто символический и никаких останков под ним нет.
В послевоенные годы родственники (особенно жена) пытались прояснить судьбу А. И. Лизюкова, но поиски были безуспешными. В 2008 году журналисты телеканала НТВ инициировали журналистское расследование — к ним в руки якобы попало письмо личного водителя генерала Николая Боцкина, погибшего в 1947 году. Он писал, что лично принимал участие в захоронении генерала и указывал точное место могилы. Поисковики из воронежской региональной организации поисковых объединений «Дон» смогли найти в указанной местности у села Лебяжье Воронежской области братскую могилу времён Великой Отечественной войны.
Для сравнения образца ДНК, взятого на месте предполагаемого захоронения генерала, с ДНК родственника А. И. Лизюкова, из Беларуси был приглашён его внучатый племянник — Иван Афанасьев. Несмотря на усилия экспертов, генетический анализ не дал результата. Эксперт заявил, что ему не удалось выделить сохранившиеся образцы ДНК, и посоветовал искать другие доказательства.

Памятник А. И. Лизюкову и семи неизвестным воинам, найденным в Лебяжьем

Воронежский эксперт А. Липецкий, опираясь на метод фотосовмещения найденного черепа с прижизненными фотографиями генерала, заявил о 80—85 % вероятности принадлежности найденного черепа к останкам А. И. Лизюкова. Родственники пожелали, чтобы найденные останки похоронили в Воронеже, недалеко от места гибели генерала.
В апреле 2009 года созданная в Воронеже комиссия приняла решение считать найденные в Лебяжьем останки советского военнослужащего останками генерала Лизюкова, хотя даже сами члены комиссии признали, что бесспорных доказательств для этого у них нет. 7 мая 2009 года найденные останки были перезахоронены у памятника Славы Воронежа, установленного на братской могиле защитников города.

### Критика официальной версии
Доводы, представленные в журналистском расследовании телеканала НТВ, подвергаются критике со стороны некоторых историков. Согласно расследованию историка И. Ю. Сдвижкова, личный шофёр генерала Николай Боцкин не писал письмо о захоронении А. И. Лизюкова. Это заявление основывается на личных беседах с сыном Николая Боцкина, анализе имеющихся источников, материалах музея Саратовского ракетного училища, где хранятся почтовая открытка и запись воспоминаний сына Юрия Лизюкова. В сюжете НТВ за его письмо были выданы именно эти документы, не имеющие к письму никакого отношения.
В дальнейшем, после публикации в газете «Воронежский курьер» статьи, опровергающей так называемое «Письмо личного водителя Лизюкова» о захоронении генерала в Лебяжьем как абсолютно выдуманное, руководители поисковиков, а за ними и НТВ были вынуждены отказаться от версии с письмом личного шофёра как полностью дискредитировавшей себя. НТВ и руководство поисковиков стали заявлять, что поиски проводились на основании пересказов другого письма — письма механика-водителя П. Нечаева. Сообщалось, что в нём П. Нечаев написал о захоронении А. И. Лизюкова у церкви в Лебяжьем. Однако само письмо не было опубликовано, и достоверность его многочисленных и всякий раз разных пересказов также подвергается сомнению. Хорошо знавшая П. И. Нечаева вдова маршала бронетанковых войск Е. С. Катукова заявила, что Нечаев, который по словам лидеров ПО «Дон» якобы вывез убитого Лизюкова на «броне своей „тридцатьчетвёрки“», вообще не был механиком-водителем летом 1942 года и не служил в танковом батальоне. Её слова подтвердились документами, согласно которым весь 1942 год П. И. Нечаев служил во взводе обеспечения роты управления 1-й гвардейской танковой бригады вместе с поварами, сапожниками, кладовщиками, шофёрами и другими военнослужащими схожих специальностей. В силу специфики своей службы при штабе он должен был знать своих непосредственных начальников, и поэтому несостоятельной оказалась и другая версия одного из лидеров ПО «Дон», согласно которой Павел Иванович якобы записал на бумажке фамилии принимавших участие в захоронении Лизюкова офицеров, оказавшихся командиром и комиссаром собственной бригады Нечаева.
Опровергают официальную версию и данные из архива ФСБ, которой до сих пор ничего не известно о месте захоронения генерала, а также обнаруженная недавно запись воспоминаний вдовы Лизюкова, свидетельствующая о том, что ни о каких похоронах своего мужа в Лебяжьем, произведённых якобы старшими офицерами при большом количестве свидетелей, она не знала, и в сентябре 1942 года не имела никаких точных данных о его судьбе, лишь предполагая его гибель.
По мнению И. Ю. Сдвижкова, утверждения поисковиков противоречат имеющимся по этому вопросу документам и задокументированным свидетельствам, и поэтому с исторической точки зрения являются несостоятельными. Останки генерала до сих пор не найдены, а под именем Лизюкова в Воронеже захоронены останки неизвестного советского военнослужащего, не имеющие к генералу никакого отношения.
Правоохранительные органы Воронежской области следственные действия по идентификации обнаруженных останков не проводили, при этом постановление о назначении судебно-медицинской экспертизы по опознанию останков не выносилось и по данному факту криминалистическая экспертиза не проводилась. Прокуратура Рамонского района Воронежской области и Рамонский МСО СУ СК считают, что комментарии эксперта Липецкого А. А. являются субъективными и не имеющими юридического значения.
Согласно докладной записке об обстоятельствах гибели генерала Лизюкова с показаниями в ней бывшего замкомандира 89-й танковой бригады гвардии полковника Н. В. Давиденко:

В тот день, не имея сведений от прорвавшегося в район Гвоздёвских высот 89 танкового батальона 148 тбр., генерал Лизюков и полковой комиссар Ассоров на танке «КВ» выехали в направлении рощи, что западнее высоты 188,5, и в часть не возвратились. Из показаний бывшего заместителя командира танковой бригады гвардии полковника Давиденко Никиты Васильевича известно, что при действии его бригады в этом районе был обнаружен подбитый танк КВ, на броне которого находился труп полкового комиссара Ассорова, и примерно в ста метрах от танка находился неизвестный труп в комбинезоне с раздавленной головой. В комбинезоне была обнаружена вещевая книжка генерала Лизюкова. По приказанию гвардии полковника Давиденко указанный труп был доставлен на его НП и похоронен около рощи, что западнее высоты 188,5. Вскоре бригада из этого района была вынуждена отойти. Других данных о месте гибели и погребении генерала Лизюкова не имеется.
В этой записке, написанной спустя 5 лет после гибели генерала Лизюкова утверждается, что никаких других данных о месте гибели и погребении генерала Лизюкова не имеется. Этот документ опровергает современные заявления о различных пересказах неких отсутствующих писем с заявлениями о захоронении Лизюкова в Лебяжьем. Если бы такое захоронение (в присутствии многочисленных свидетелей, среди которых были и старшие офицеры) на самом деле было бы произведено в июле 1942 года, то о нём обязательно стало бы известно советскому командованию, проводившему расследование.

## Семья
Все трое братьев Лизюковых погибли в годы Великой Отечественной войны. Александр погиб в 1942 году, Пётр, будучи командиром 46-й истребительно-противотанковой бригады, — в 1945 году, а Евгений, командуя партизанским отрядом им. Дзержинского Минского партизанского соединения, — в 1944 году. Пётр, как и Александр, был удостоен высокого звания Героя Советского Союза, а представление на Евгения так и осталось на бумаге.
Вдова А. И. Лизюкова Анастасия Кузьминична умерла через несколько лет после войны. Сын Юрий, лейтенант, курсант Борисовского танкового училища, 20 июня 1942 года был удостоен медали «За отвагу» «за образцовое выполнение боевых заданий Командования на фронте борьбы с немецкими захватчиками и проявленными при этом доблесть и мужество». Профессиональный военный. Детей у него не было.
Внучатые племянники А. И. Лизюкова по линии отца Николай и Иван Афанасьевы проживают в Гомеле. Летом 2007 года посещали место последнего боя командарма, а 7 мая 2009 года принимали участие в церемонии погребения останков, которые они посчитали принадлежащими А. И. Лизюкову, в Воронеже.

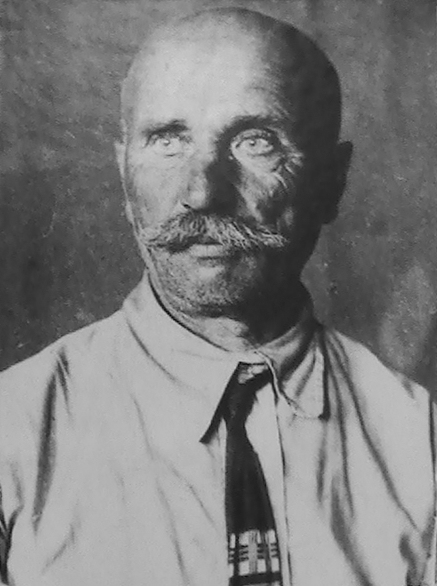
Илья Устинович Лизюков, сельский учитель, отец братьев Лизюковых.
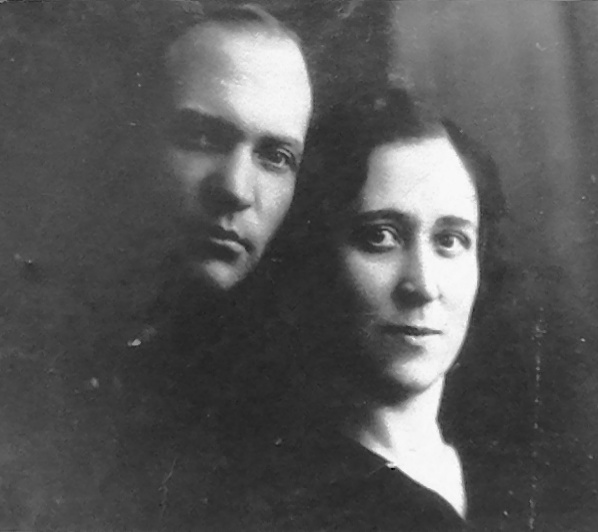
Лизюков с женой Анастасией Кузьминичной, 1930-е годы.
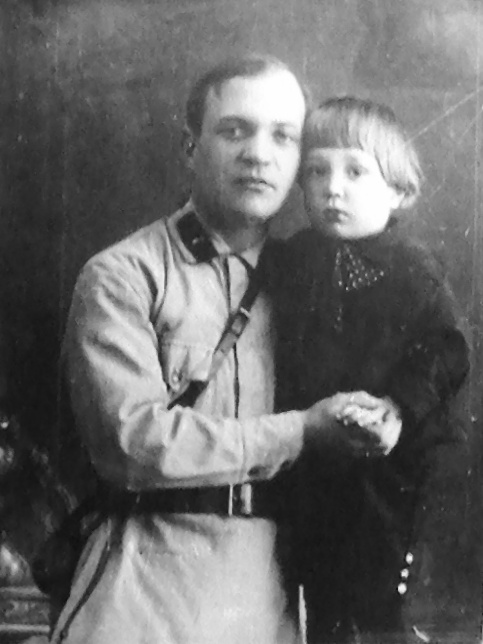
Лизюков с сыном Юрием, 1931 год.

## Награды и звания
- Герой Советского Союза (5 августа 1941, медаль «Золотая Звезда» № 531).
- Орден Жукова (15 февраля 2018 года, посмертно) — за умелую организацию боевых действий войск в ходе стратегических операций Великой Отечественной войны в 1941—1942 годах[70].
- Два Ордена Ленина (16 августа 1936 года; 5 августа 1941 года[17]).
- Медаль «XX лет Рабоче-Крестьянской Красной Армии» (22.02.1938).

## Труды
- Лизюков А. И. Борьба с бронесилами. — М., 1927.
- Лизюков А. И. Как бронепоезда помогают войскам в бою. — Государственное издательство, 1928.
- Лизюков А. И. Беседа о танках и борьбе с ними.
- Лизюков А. И. Что надо знать воину Красной Армии о боевых приёмах немцев. — М.: Воениздат НКО СССР, 1942.
- Лизюков А. И. Что надо знать бойцам при наступлении на немцев. Из боевого опыта фронтовика. — М.: Воениздат НКО СССР, 1942.
- Лизюков А. И. Дневник красного командира.

## Память
- На месте последнего боя генерала Лизюкова, близ села Большая Верейка Рамонского района, установлена мемориальная плита с табличкой[71].
- Имя носило Саратовское высшее военное командно-инженерное училище ракетных войск.
- Одна из наиболее протяжённых улиц Коминтерновского района города Воронежа названа именем А. И. Лизюкова[72]. На доме № 25 установлена аннотационная доска. В 1988 году студией Союзмультфильм (реж. В. Котёночкин) был снят мультфильм «Котёнок с улицы Лизюкова», действие которого происходит в Воронеже.
- В Гомеле в честь Александра Ильича, Петра Ильича и Евгения Ильича названа улица — улица Братьев Лизюковых[17]. В Воронеже на улице Генерала Лизюкова, 25 и Московском проспекте, 97 установлены мемориальные доски[73].
- В ГУО «Гимназия № 36 г. Гомеля имени И. Мележа» (Гомель, ул. Братьев Лизюковых, 16) открыт музей братьев Лизюковых[74]; на здании гимназии установлена мемориальная доска[75].
- Именем названа школа № 94 города Воронеж[76].
- В городе Семилуки (в 14 км от Воронежа) именем названа школа[72].
- В Марьиной Горке (Беларусь). Мемориал в честь 8-й Гвардейской Краснознаменной танковой дивизии. Один из памятных знаков посвящён Герою.
- Летом 2009 года в Воронежской области на уборку урожая вышел первый в России именной комбайн «КЗС-1218» — «Командарм Лизюков»[17].
- В 2010 году был подведены итоги конкурса на лучший проект надгробного памятника на могиле генерала. рядом с памятником Славы в Воронеже[77]. Общественный художественный совет при главе городской администрации из шести проектов выбрал работа скульпторов Меленченко и Барсукова (главного художника Воронежа). Памятник танковому генералу в Воронеже был торжественно открыт 5 мая 2010 года[77][78].
- Герой Советского Союза Лизюков П. И. навечно зачислен в списки воинской части, а также был зачислен в члены бригады Гомельского радиозавода[79].
- В 2019 году в Гомеле на площади Победы установлен памятник братьям Лизюковым[80][81].
- Стела в честь А. И. Лизюкова установлена на Аллее Героев в Гомеле (ул. Советская)[79][82].
- В 2023 году имя Александра Лизюкова, Героя Советского Союза, участника Великой Отечественной войны, организовавшего оборону города Борисова, присвоено улице в Борисов Минской области Беларуси[83].
- Мурал братьям Лизюковым (Евгений, Александр и Пётр) на здании в Чечерске (2024)[84].

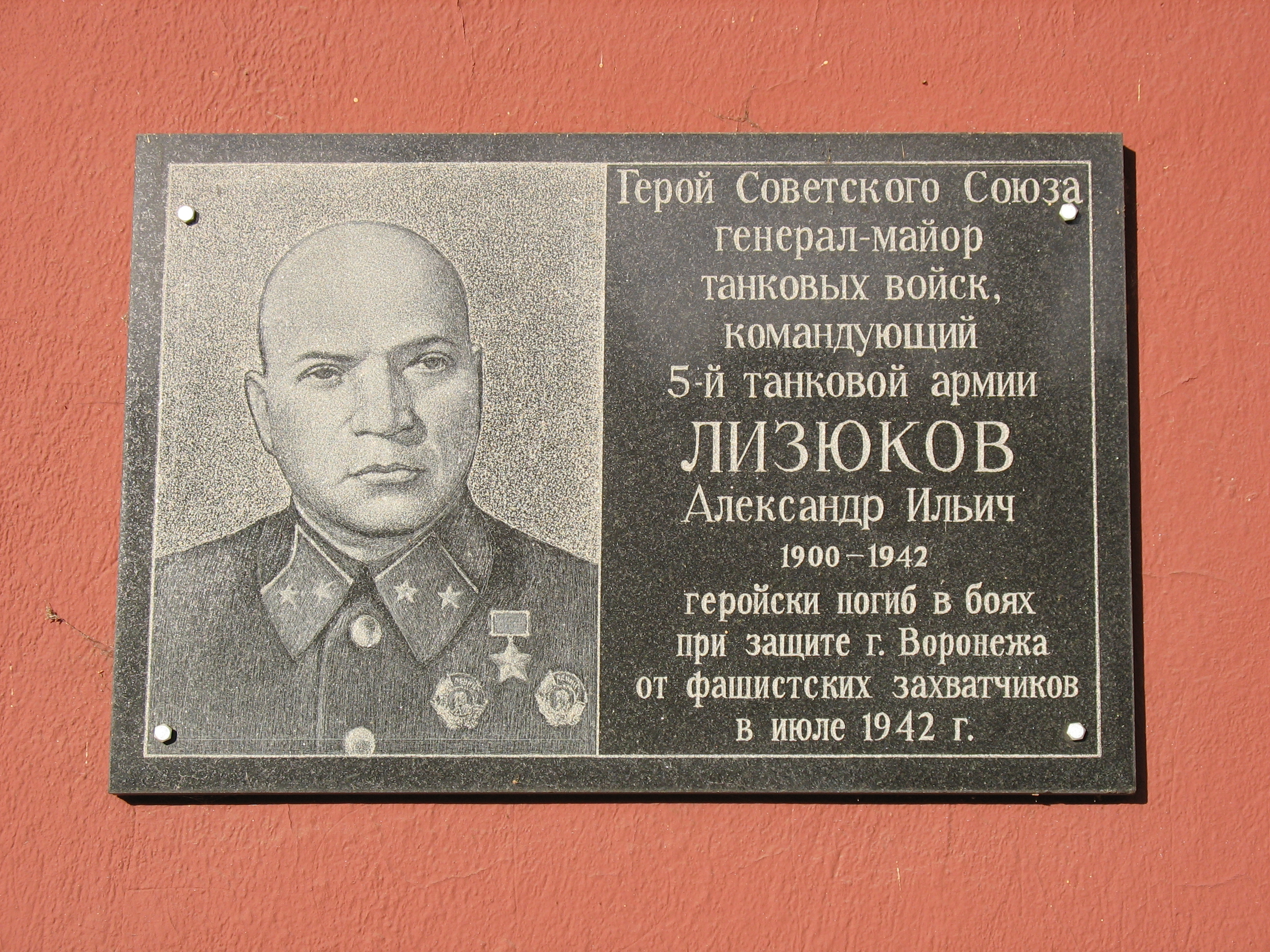
Мемориальная доска в Воронеже на Московском проспекте, 97.
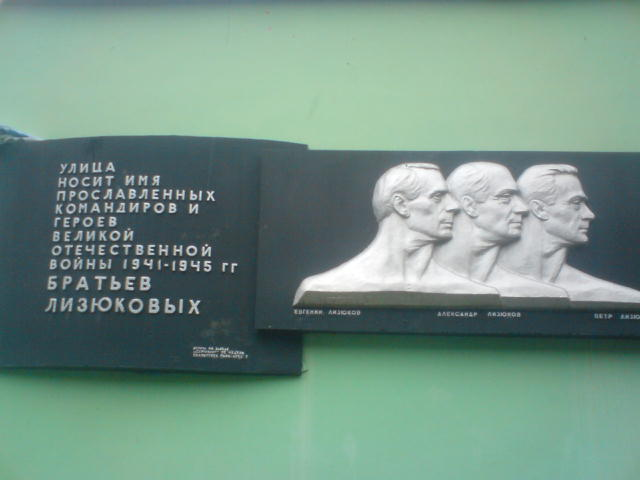
Мемориальная доска в Гомеле на улице Братьев Лизюковых.
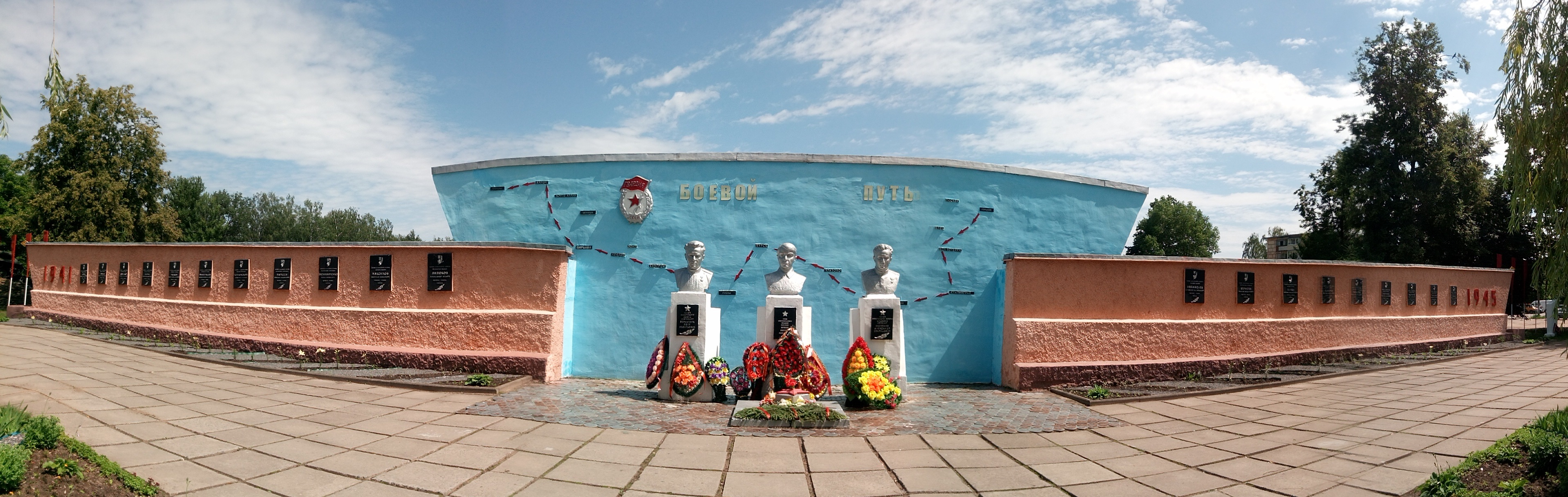
Марьина Горка. Мемориал 8-й танковой дивизии.
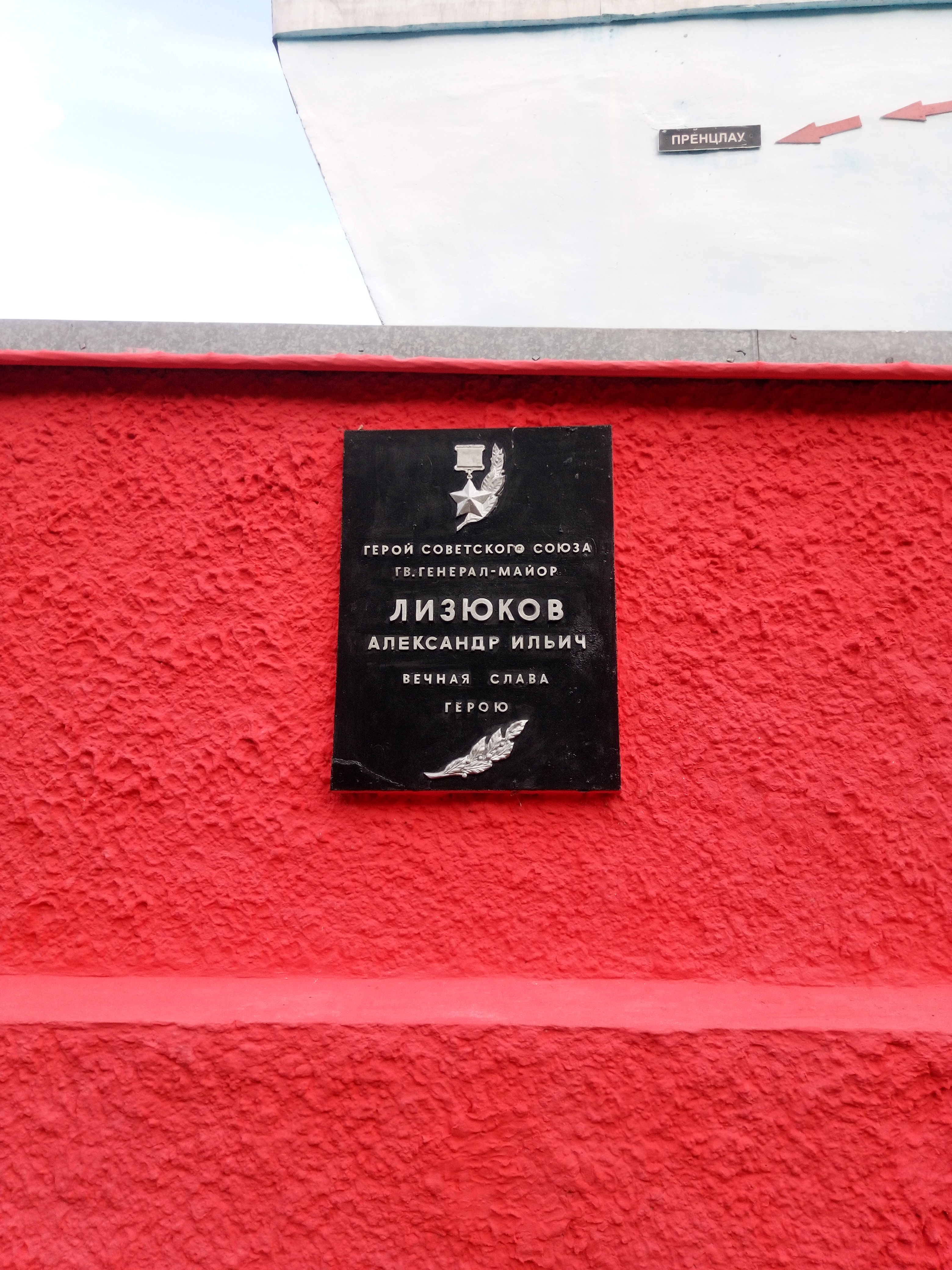
Марьина Горка. Мемориал 8-й танковой дивизии. Памятная доска.
Памятник А. И. Лизюкову в селе Медвежье, Россия.
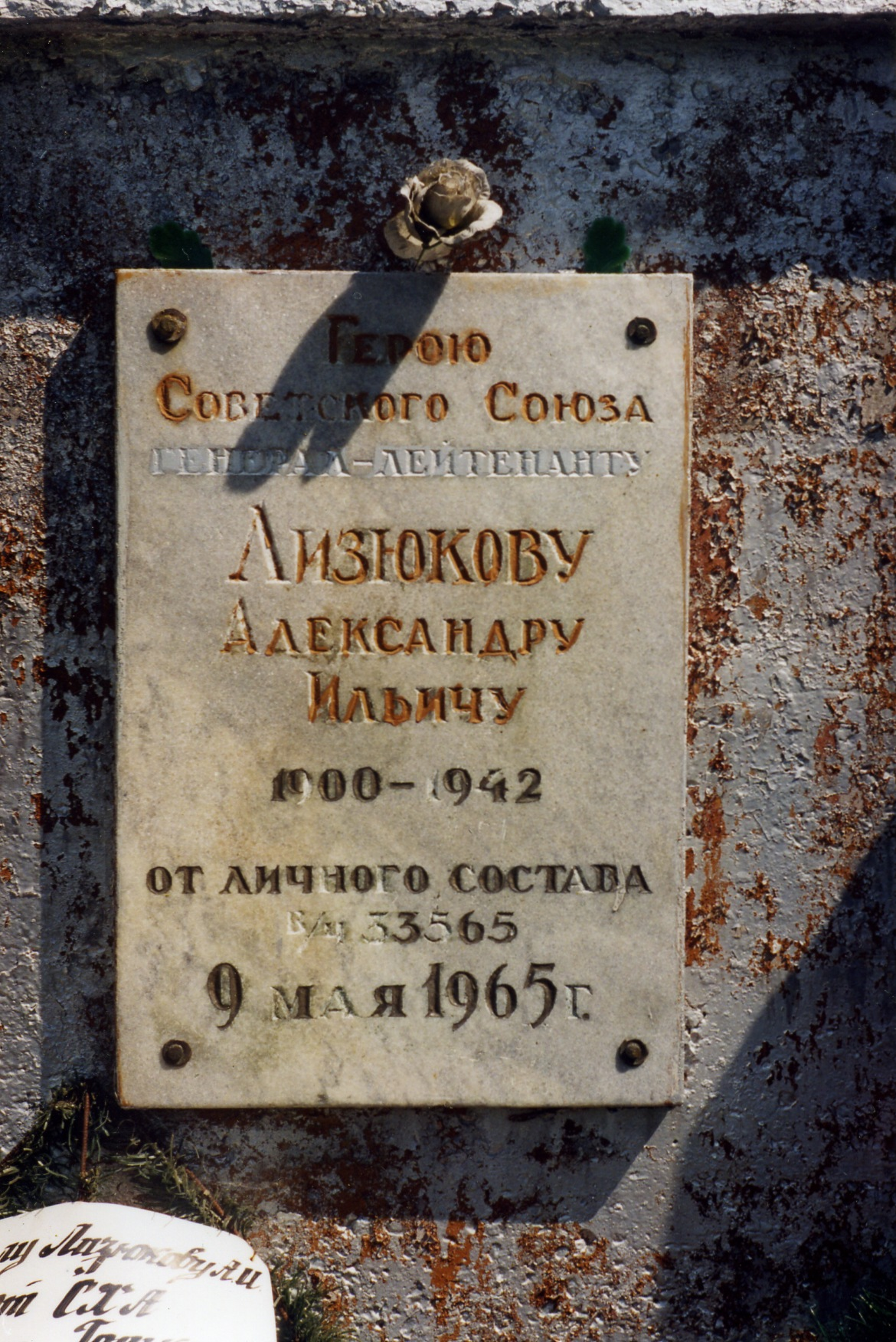
Надпись на памятнике генералу Лизюкову в Медвежьем: «Герою Советского Союза генерал-лейтенанту Лизюкову Александру Ильичу 1900-1942 от личного состава в/ч 33565. 9 мая 1965 г.».

### Видео
- Судьба генерала Лизюкова. Расследование телеканала НТВ: Часть 1. Зов крови, Часть 2. Судьба генерала, Часть 3. НТВ проводит расследование. (Россия, 2008).  (Дата обращения: 17 ноября 2009).

### Документы
- Учётная карточка захоронения Лизюкова в селе Медвежье: страница 1 и страница 2. ОБД «Мемориал». 4 января 1992.
- Материалы расследования обстоятельств гибели генерала Лизюкова: ЦАМО. Ф. 202. Оп. 50. Д. 1. Л. 304.